# Los Huasos Quincheros
Los Huasos Quincheros es un grupo chileno de música folclórica y boleros. Sus integrantes actualmente son Antonio Antoncich Yver, Rafael Prieto Díaz, José Vicente León Celsi y Rodrigo Zegers Correa.

## Historia

### Los Quincheros (1937-1957)

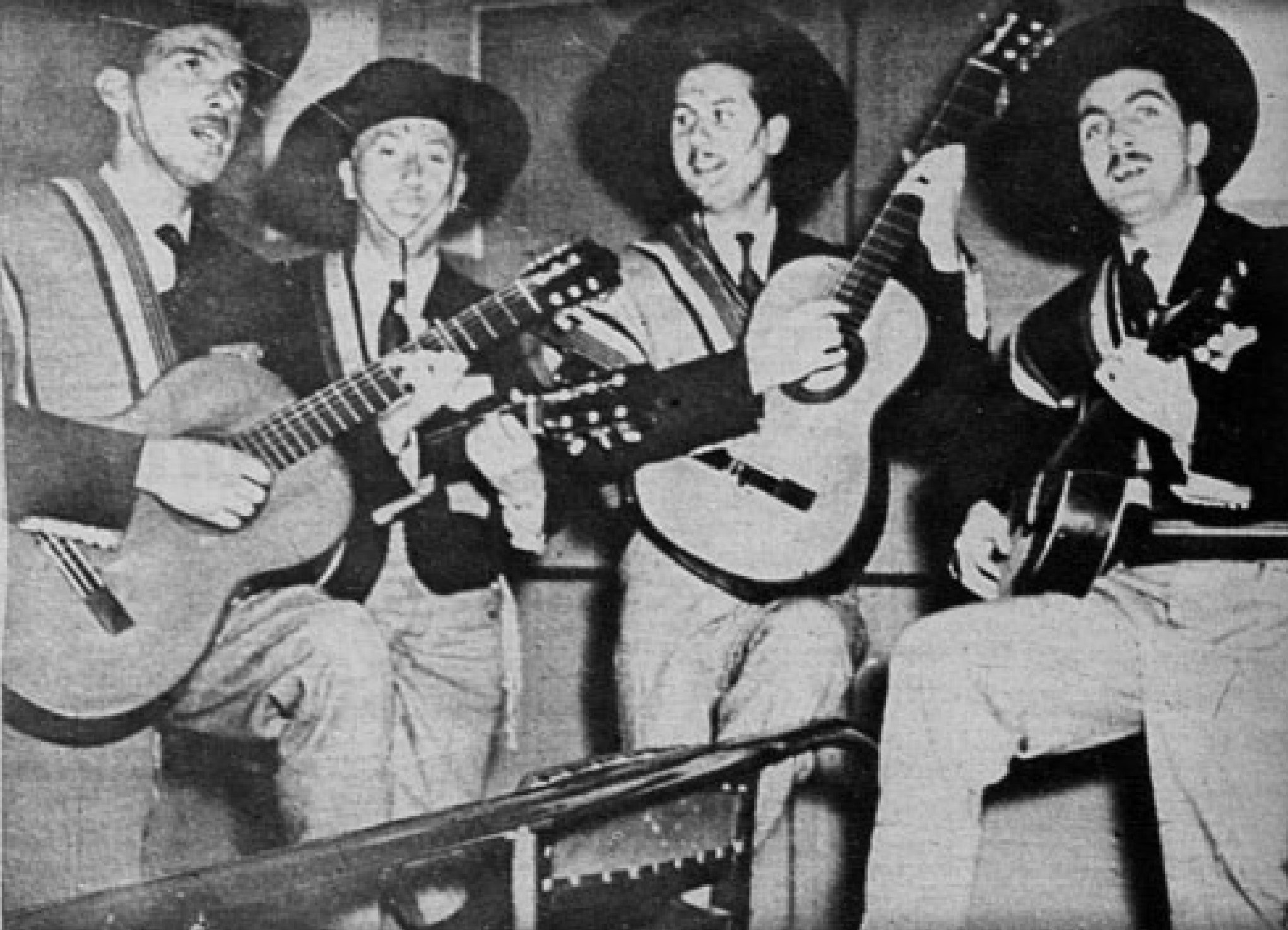
Carlos Morgan, Raúl y Hernán Velasco, y Javier Campos, los cuatro integrantes de "Los Quincheros" (1945).

El grupo original fue formado en 1937 por Carlos Morgan, los hermanos Pedro y Ernesto Amenábar, y Mario Besoaín, cuando cuatro amigos universitarios que se hicieron llamar Los Quincheros. Dicho nombre fue adoptado en referencia a la quincha, entramado de caña o bambú recubierto con barro contra el cual se ataja el ganado durante el rodeo. Desde 1937 a 1957 el nombre del conjunto fue siempre llamado Los Quincheros.
En 1939, cuando estuvieron por 5 años en Radio Agricultura, se les llamaba «Los Huasos Nuevos» porque habían reemplazado a Los Cuatro Huasos, que pasaron a llamarse cariñosamente «Los Huasos Viejos».
También integraron el conjunto los exmiembros de Los Cuatro Huasos Raúl Velasco y Aníbal Ortúzar; Hernán Velasco, hermano de Raúl Velasco;  Javier Campos Pastor, padre del actor Cristián Campos; y Jorge Montaldo, quien fue primera voz del grupo entre 1952 y 1965, año en que se retiró para formar el grupo Voces de Tierralarga.

### Disputa por el nombre y Los Huasos Quincheros (1957-1965)
En 1957, Hernán Velasco y Aníbal Ortúzar se retiraron de Los Quincheros, con la idea de que el conjunto debía terminar con su historia. Carlos Morgan y Jorge Montaldo decidieron continuar a toda costa con el conjunto, invitando a Alfredo Sauvalle y Gerardo Ríos. En 1958, una demanda judicial por parte de los músicos retirados, les impidió seguir usando el nombre Los Quincheros y fue entonces cuando el conjunto adoptó el nombre Los Huasos Quincheros.
El grupo actualmente usa ambos nombres, Los Quincheros y Los Huasos Quincheros, y por eso se ha creado una confusión. Al parecer usan el nombre Los Quincheros cuando cantan boleros vestidos de terno y el nombre Los Huasos Quincheros cuando cantan folclore vestidos de huaso.[cita requerida] Por esta razón en la actualidad, se les llama a Los Quincheros originales (1937-1957), «Los Quincheros del Recuerdo».
Durante este periodo ingresaron al grupo músicos como Benjamín Mackenna (en 1958) y Sergio Sauvalle (en 1960), autor de «El corralero». Además en 1965 retornó Alfredo Sauvalle, hermano de Sergio, quien se había tomado un receso del grupo en 1960.

### Liderazgo de Mackenna y consolidación (1965-2018)

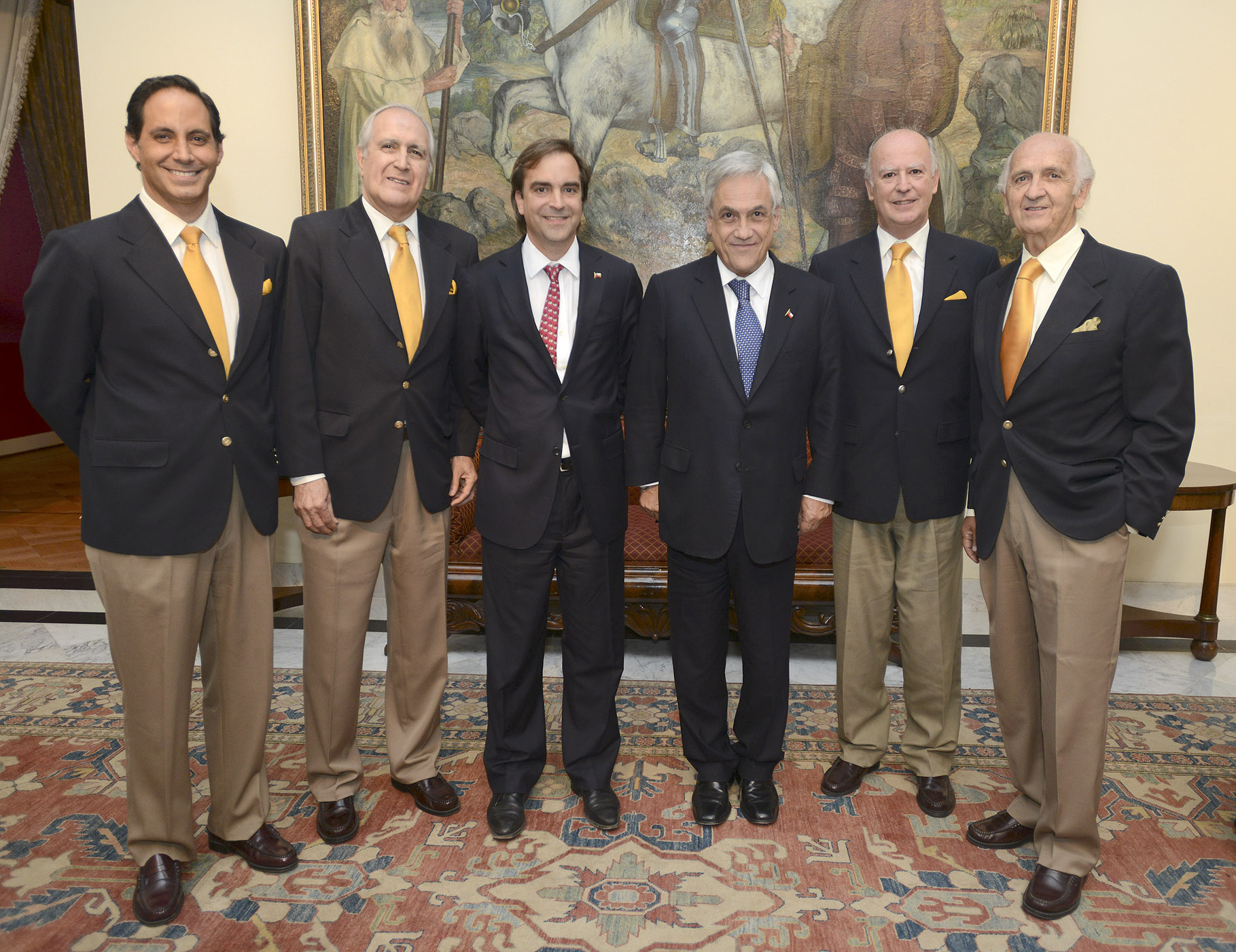
El grupo junto al presidente Sebastián Piñera y al ministro Luciano Cruz Coke en la entrega del Premio a la Música Nacional 2012.

Tras la salida del grupo de Carlos Morgan en 1965, Benjamín Mackenna asumió el liderazgo de Los Huasos Quincheros.
Los miembros de la banda, en especial Mackenna, fueron férreos opositores al gobierno de la Unidad Popular. En febrero de 1973 su actuación en la jornada final del Festival de la Canción de Viña del Mar fue cancelada para evitar los enfrentamientos entre el público de izquierda y el de derecha, como ocurrió con la presentación de Quilapayún.
Tras el 11 de septiembre de 1973 fueron colaboradores de la dictadura militar encabezada por Augusto Pinochet, concurriendo por designación de Pinochet a la inauguración de la Copa Mundial de Fútbol de 1974 en Alemania. Además, Mackenna ocupó cargos en el Ministerio de Educación a fines de los años 1970 y principios de los años 1980,[cita requerida] y fue abierto simpatizante de la opción «Sí» que apoyaba la continuidad del régimen de Pinochet en el plebiscito de 1988, apareciendo en la franja electoral de dicha opción.
El grupo ha realizado giras por América, Asia, Europa y Oceanía, y ha recibido reconocimientos de la Organización de Estados Americanos y la Unesco. En febrero de 2007 el grupo celebró su «Gala 70º Aniversario» en el Teatro Municipal de Viña del Mar. En marzo de 2013 recibieron el Premio a la Música Nacional Presidente de la República en la categoría folclore.
La agrupación ha realizado presentaciones en todo Chile, principalmente en eventos relacionados con el sector agrícola. Hasta junio de 2013, su título 75 años vendió 15 000 copias en Chile, convirtiéndose hasta entonces en el octavo álbum chileno más vendido en formato físico durante el siglo XXI.
El año 2017 celebraron los 80 años del conjunto con una gala en el Teatro Municipal de Santiago, y difundieron la colección 80 años Quincheros, una recopilación de 10 discos con las 130 mejores canciones de su historia. Se vendieron 30 000 discos.[cita requerida]

### Salida de Mackenna y actualidad (2018-)
El 13 de julio de 2018, Benjamín Mackenna dejó el grupo tras 60 años. A fines de ese mismo año, Ricardo Videla siguió los pasos de Mackenna, retirándose del conjunto luego de 53 años. Mackenna y Videla fueron reemplazados por José Vicente León y Enrique Barros, respectivamente. 
Asimismo Antonio Antoncich , miembro activo del conjunto desde 2005, asume la responsabilidad de mantener al conjunto, como miembro más longevo. 
El 29 de noviembre de 2021 Cristian O'Ryan abandonó el grupo tras 11 años, siendo reemplazado por Rafael Prieto Díaz.[cita requerida]
El 22 de enero de 2022 falleció Enrique Barros, quien también perteneció al conjunto Los Huasos del Algarrobal.
El 5 de Junio se anuncia el retorno de Rodrigo Zegers Correa al conjunto folclórico, miembro activo desde (2010-2014) , (2022-).

## Integrantes
La lista de los integrantes de Los Huasos Quincheros en su historia. Marcados con negrita, los miembros actuales del grupo.
- Carlos Morgan, voz y guitarra (1937–1965).
- Mario Besoaín, voz y guitarra (1937–1946).
- Ernesto Amenábar, voz y guitarra (1937–1941).
- Pedro Amenábar, voz y guitarra (1937–1942).
- Hernán Velasco, voz y guitarra (1938–1957).
- Raúl Velasco, voz y guitarra (1941–1944).
- Javier Campos, voz y guitarra (1942–1952).
- Aníbal Ortúzar, voz y guitarra (1944–1957).
- Jorge Montaldo, voz y guitarra (1952–1965).
- Gerardo Ríos, voz y guitarra (1957–1958).
- Alfredo Sauvalle, voz y guitarra (1957–1960, 1965–1994).
- Benjamín Mackenna,[9] voz y guitarra (1958–2018).
- Sergio Sauvalle, voz y guitarra (1960–1964, 1995–2005).
- Ricardo Videla, voz y guitarra (1965–2018).
- Eduardo Riesco, voz y guitarra (1966–1975).
- Patricio Reyes, voz y guitarra (1975–1986, 1994–2010).
- Héctor Inostroza, voz y guitarra (1986–1994).
- Antonio Antoncich Yver, voz , guitarra y dirección musical (2005–).
- Rodrigo Zegers Correa, voz y guitarra (2010-2014, 2022-).
- Cristián O'Ryan, voz y guitarra (2014–2021).
- José Vicente León Celsi, voz y guitarra (2018–).
- Enrique Barros, voz y guitarra (2018–2022).
- Rafael Prieto Diaz, voz y guitarra (2022–).

## Discografía
- Chile Canta (1959).
- Recuerdo de Chile (Souvenir of Chile) (1960).
- Tonadita Chilena (1961).
- Canciones de América Morena (1961).
- Nosotros (1961).
- De Mañanita (1963).
- De La Cordillera Vengo (1964).
- Chile Canta (1964).
- Boleros de todos los tiempos (1964).
- Voces de tradición (1965).
- Micelaneos (1966).
- Chile en una tonada (1967).
- Nicanor Molinare (1968).
- Las tonadas del recuerdo (1968).
- Chile Lindo, canciones de Clara Solovera (1968).
- Los Huasos Quincheros (1969).
- En vivo (1970).
- 33 años de canto (1970).
- Si vas para Chile (1970).
- Las canciones de Pancho Flores (1971).
- Boleros para enamorar (1971).
- Soy de la Caballería (1973).
- Los Huasos Quincheros Internacionales (1973).
- Andanzas de cuatro guitarra (1973).
- A don Manuel (1974).
- Los Quincheros (1975).
- Cien años y una canción (1975).
- Las memorias de patito (1977).
- Desde Chile (1977).
- Chile un país para quedarse (1977).
- Quincheros y el amor (1979).
- Noche Callada, Nosotros, sin un amor (1979).
- Chile, en voces de Los Huasos Quincheros (1979).
- Auténtico Folklore Chileno (1980).
- Chile lindo y otros éxitos (1982).
- Nuevos Cantares (1994).
- Chile (1998).
- Siempre románticos (1999).
- El Corralero (2000).
- Sesión en Vivo, Quincheros románticos (2003).
- Sesión en Vivo, Quincheros (2003).
- Colección Inmortales (2004).
- Colección 70 años Quincheros (2007).
- Bicentenario (2010).
- Grandes Éxitos (2011).
- Quincheros en navidad (2012).
- Mi Historia, 75 años Éxitos románticos (2012).
- Grandes del folklore, 75 años (2012).
- Antología de colección (2013).
- Padres del Folklore (2014).
- El Cantar Quinchero (2015).
- Quincheros, Cantos del patrimonio religioso nacional (2016).
- Colección 80 años Quincheros (2017).

## Distinciones y reconocimientos
- 1963 - primer y segundo en la competencia folclórica del IV Festival Internacional de la Canción de Viña del Mar con las canciones «Álamo huacho» de Clara Solovera, y «Guitarra cuerpo de china» de Carlos Vera Ramírez.
- 1964 - primer y segundo lugares en la competencia folclórica del V Festival Internacional de la Canción de Viña del Mar con las canciones «Qué bonita va» de Francisco Flores del Campo, y «El caracol y la rosa» de Jaime Atria.
- 1964 - Mejor Conjunto Latinoamericano, Latin American Institute, Hollywood.
- 1970 - Premio EXPO-OSAKA (Japón)
- Condecorados por el alcalde de Miami[¿cuándo?]
- Organización de Estados Americanos]] (OEA) - Diploma de Honor
- Nominados a Premio Mundial de la Música (Unesco)[¿cuándo?]
- 1990 - EMI ODEON de Londres, 1 millón de discos vendidos
- Medalla de Santiago, Ilustre Municipalidad de Santiago[¿cuándo?]
- Medalla de Honor, Pontificia Universidad Católica de Chile[¿cuándo?]
- 2000 - Primer lugar en la competencia folclórica del XLI Festival Internacional de la Canción de Viña del Mar con la canción «El corralero» de Sergio Sauvalle.
- 2007 - Medalla de la Ciudad de Santiago.
- 2012 - Premio a la Música Presidente de la República, Categoría Música folclórica.

## Presentaciones internacionales
- 1943 - Se presentan como artistas estelares en radio El Mundo de Buenos Aires.
- 1955 – Gira a Nueva York y Miami, Estados Unidos. Invitados a RCA y actuaron en el Waldorf Astoria, Nueva York.
- 1956 – Gira por Centroamérica: Cuba, Panamá e Inauguran T.V. Dominicana.
- 1957 – Presentación en Miami, Festival de Las Américas, y actuación en Cuba para T.V.
- 1960 – Hollywood – Show Dinah Shore y actuaciones en Perú, Feria del Pacífico T.V.
- 1966 - Gira de 60 días por ex Unión Soviética, además de España, Alemania e Italia.
- 1967 - Actuación en la última travesía de RMS Queen Mary, Southampton - Long Beach California vía Cape Horn.
- 1970 - Feria internacional de Laussane, Suiza; Feria Internacional de Osaka, Japón.
- 1972 - Actuación en Transatlántico France, trayecto Valparaíso- Tahití y actuaciones en esa isla.
- 1974 - Alemania, Frankfurt, Inauguración del mundial de fútbol y actuación para Eurovisión.
- 1977 - Washington D. C. Constitution Hall.
- 1977 - Río de Janeiro y Brasilia, shows para TV.
- 1980 - Actuación en Metropolitan Opera House, New York.
- 1980 - Puerto Rico, Canal 12 TV y actuación con Nidia Caro en teatro municipal.
- 1982 - Actuación para la OEA en Salón de las Américas, Washington.
- 1985 - Washington D. C. concierto en el Kennedy Centre.
- 1987 - Gira por USA, 10 ciudades por celebración de 50 años de canto.
- 1995 - Actuación en la Antártica Chilena.
- 1997 - El Vaticano, invitados por Juan Pablo II a participar del concierto navideño.
- 2010 - España, Feria de las Américas.
- 2012 - España, Feria del Enganche (Sevilla).
- 2012 - Gira por Oriente, China y Corea.

## Los Quincheros del ayer
Los Quincheros del Ayer es un conjunto creado por Carlos Morgan, Hernán Velasco, Aníbal Ortúzar y Javier Campos cuando decidieron reunirse en los años 1960 para grabar nuevamente. Actualmente, el Instituto Nacional de Propiedad Industrial registra el nombre Los Huasos Quincheros como propiedad de Carlos Mackenna, Patricio Reyes, Antonio Antoncich y José Videla.